# Tipton Green
Tipton Green – dzielnica miasta Tipton, w Anglii, w West Midlands, w dystrykcie metropolitalnym Sandwell. W 2011 roku dzielnica liczyła 12 834 mieszkańców.